# 星野広樹
星野 広樹（ほしの ひろき、1979年1月14日 - ）は静岡県出身の日本の俳優。元フェイスネットワーク、元プラチカ所属。

## 出演

### テレビドラマ
- ガラスの仮面スペシャル（1998年、テレビ朝日）
- 蘇える金狼（1999年、日本テレビ）
- 女と愛とミステリー 四つの終止符（2001年、テレビ東京）
- おばはん刑事!流石姫子 婚約者連続殺人!（2001年、テレビ朝日）
- 西村京太郎サスペンス 鉄道おんな捜査官（2002年、テレビ朝日）
- ウォーターボーイズスペシャル（2005年、フジテレビ）

### 映画
- サムライフィクション（1998年、中野裕之監督） - 小姓 役
- 劇場版ウォーターボーイズ（2001年、矢口史端監督） - ヒロシ 役
- ラスト サムライ（2003年、エドワード・ズウィック監督） - バトルコア 役

### 舞台
- 坊ちゃん（2002年） - 主役・坊ちゃん先生 役
- マッスルミュージカル（2005年 - 2006年）
- 上陸計画〜冬はやっぱり寒いから〜（2005年） - 主演
- シーラ＆シャイニングスターズvol.2（2014年） - ケンジ役

### ラジオ
- 忍者が街を行く（2002年、FMさがみ） - パーソナリティー

### CM
- サントリーフーズ「なっちゃん」
- P&G「ヴィダルサスーン 泣き顔編」